# Reinaert (bier)
Reinaert is een Belgisch biermerk. Het bier wordt gebrouwen door De Proefbrouwerij, gevestigd te Hijfte (Lochristi). Er zijn drie soorten Reinaert-bier: Reinaert Amber, Reinaert Grand Cru en Reinaert Tripel.

## Geschiedenis
Dirk Naudts en Saskia Waerniers, beide brouwingenieur, richtten in 1996 De Proefbrouwerij op en gingen daarmee commercieel aan de slag. Reeds voordien hadden ze Reinaert-bieren gebrouwen, maar bij brouwerij Bios. Dirk Naudts moest toen kiezen voor werk in het onderwijs of voor het uitbouwen van een eigen brouwerij. Hij en zijn vrouw kozen voor het laatste. De Proefbrouwerij maakt vooral bieren op bestelling van anderen. Alleen de Reinaert-bieren zijn hun eigen bieren. De naam verwijst naar de legende van Reinaert de Vos; deze legende speelt zich af in de streek van de brouwerij.

## De bieren
Er zijn drie Reinaeirt-bieren. Jaarlijks wordt er zo'n 20.000 liter van gebrouwen. De slogan op de etiketten is Drink matig maar regelmatig.
- Reinaert Amber is een amberkleurig bier van 7,0%.[2]
- Reinaert Grand Cru is een donkerrode "gerstewijn" van 9,5%.[3]
- Reinaert Tripel is een blonde tripel van 9,0%.[4]